# Wojciech Florek
Wojciech Stefan Florek (ur. 2 grudnia 1957 w Poznaniu) – polski fizyk, doktor habilitowany nauk fizycznych, nauczyciel akademicki Uniwersytetu im. Adama Mickiewicza w Poznaniu.

## Życiorys
Studia z fizyki ukończył na poznańskim UAM w 1981. Stopień doktorski uzyskał w 1989 roku na podstawie pracy pt. Zastosowanie iloczynu wieńcowego w badaniu skończonych grup przestrzennych (promotorem był prof. Tadeusz Lulek). Habilitował się w 2000 roku z zakresu fizyki teoretycznej na podstawie oceny dorobku naukowego i rozprawy o tytule Ruch ładunków elektrycznych w jednorodnym polu magnetycznym i potencjale periodycznym.
Pracuje jako adiunkt w Zakładzie Fizyki Komputerowej Wydziału Fizyki UAM. Na macierzystym wydziale prowadzi zajęcia z matematyki, układów spinowych oraz metod algebraicznych w fizyce.
Przetłumaczył na język polski Układy spinowe Willema Caspersa (wyd. 1996, ISBN 83-85926-04-6). Swoje prace publikował m.in. w „Physical Review", „Journal of Mathematical Physics", „Journal of Physics", „Reports on Mathematical Physics" oraz „Acta Physica Polonica". Jest członkiem Polskiego Towarzystwa Fizycznego.
Jest synem Leopolda i Stefanii (z domu Wojcieszczak). Żonaty z Anną Marią (z domu Fryc), ma syna Krzesimira (ur. 1981) i córkę Idę (ur. 1983).